# Jaime Torrens
Jaime Gregorio Torrens Rexano (Málaga, 24 de abril de 1741-Málaga, 1 de noviembre de 1803) fue un compositor y maestro de capilla español.

## Biografía
Jaime Gregorio Torrens Rexano nació en Málaga, el 24 de junio de 1741, hijo de Pedro Torrens y Teresa Rexano. El abuelo paterno era originario de Mallorca, pero la abuela era de Coín y los abuelos maternos eran ambos de Granada, información obtenida de su prueba de limpieza de sangre. Es posible que fuese familia, quizás hermano, de Francisco Torrens, maestro de capilla de la Catedral de las Palmas de Gran Canaria. Se desconoce cuál fue su formación, aunque hay indicios de que fue discípulo de Juan Francés de Iribarren en la Catedral de Málaga. Las primeras noticias que se tienen de él son como organista de la iglesia de San Juan de Málaga. Desde allí, en 1757 pasó a sustituir a Blas Gascón como segundo organista de la Catedral de Córdoba. Allí, el 19 de septiembre del mismo año, se ordenó presbítero en la iglesia de San Andrés.
Torrens tenía una relación fluida con la Catedral de Málaga, para cuyo maestro, Juan Francés de Iribarren, llevaba componiendo villancicos desde 1765. Tras el fallecimiento del maestro Francés en septiembre de 1767, el cabildo malagueño decidió organizar unas oposiciones. El interés por el cargo fue altísimo y los siguientes maestros solicitaron la plaza: Antonio Cavallero, maestro de la Capilla Real de Granada; Juan Domingo Vidal, maestro de la Colegiata del Salvador de Sevilla; Domingo Grael, maestro de la Catedral de Baeza; Tomás Peñalosa, maestro de infantes de la Catedral de Granada; Juan Bueno, maestro de la iglesia de San Pedro de Sevilla; Jaime Torrens, en ese momento todavía organista en la Catedral de Córdoba. También se interesaron otros, sin participar en las oposiciones, como Bernardo Miralles, maestro de El Pilar de Zaragoza; Manuel Mancebo, del Colegio de Clérigos Menores del Espíritu Santo de Madrid; Pedro Durán, «maestro de capilla que fue de la Sociedad y del Colegio Imperial de Madrid, al presente de la Real de Nuestra Señora de la Almudena». El cabildo malagueño tardó más de un año en decidirse y entre tanto hubo otros maestros que se interesaron por el cargo: Antonio Milá, maestro de la Catedral de Tarragona; Francisco Morera, maestro de la Catedral de Cuenca; Manuel Narro, que había sido organista de la Catedral de Valencia y en ese momento se encontraba en la Colegiata de San Felipe; y Antonio Ugena, que posteriormente sería maestro de la Capilla Real de Madrid. Finalmente Torrens fue elegido para el cargo el 24 de enero de 1770 y tomó posesión el 29 de julio de ese mismo año.
Torrens permanecería en el cargo en Málaga hasta su fallecimiento. Durante su magisterio fue responsable para las típicas actividades del maestro de música: la composición de la música eclesiástica para las celebraciones festivas, la dirección de la capilla de música y la enseñanza de los seises, responsabilidad que dejó por un tiempo debido a una enfermedad. Además participó en los exámenes para la contratación de los músicos y los cantores, no sólo en la Catedral de Málaga, sino que también fue invitado a instituciones externas. Por ejemplo, en 1781 fue examinador, junto al maestro de la Catedral de Sevilla, de las oposiciones al magisterio de la Catedral de Oviedo. A destacar fue su actividad en el archivo de música catedralicio, para el que recuperó 280 obras faltantes y realizó un inventario. También inauguró solemnemente el 22 de diciembre de 1781 los nuevos órganos de la Catedral de Málaga construidos por Julián de la Orden.
En 1792 ya se revela que el maestro Torrens se encontraba enfermo y se le excusó de componer nuevos villancicos para la fiesta de la Inmaculada Concepción y la Navidad. Parece que la salud del maestro fue delicada durante varios años.
Falleció en el cargo en Málaga el 1 de noviembre de 1803, víctima de la peste amarilla que se extendió ese año por la ciudad. Con Torrens se cierra el ciclo de máximo esplendor musical de la catedral malagueña.

## Obra

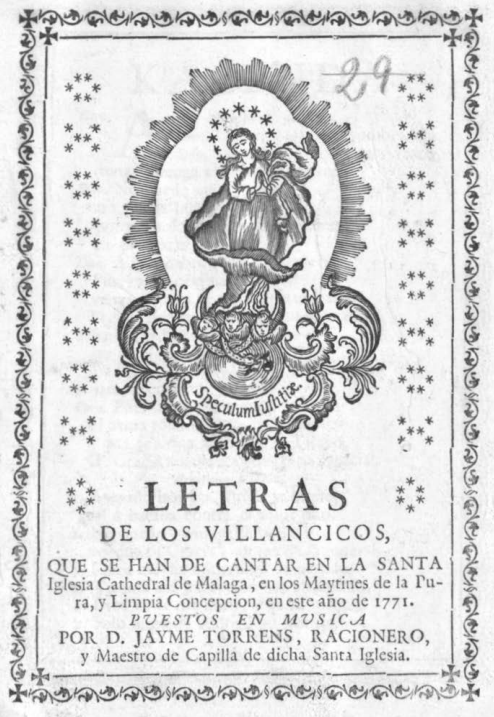
Letra de los villancicos que se han de cantar en la Santa Iglesia Cathedral de Malaga, en los Maytines de la Pura, y Limpia Concepción, en este año de 1771. Puestos en musica por D. JAyme Torrens, Racionero y Maestro de Capilla de dicha santa iglesia

En 1770 publicó Quaderno de las obligaciones que deben cumplir los músicos de voz, ministriles, y demás instrumentistas de la capilla de música de esta santa iglesia de Málaga, con la que ayudó a poner orden en la capilla de música.
La producción musical de Torrens fue extensísima y se encuentra casi en su totalidad en el archivo musical de la Catedral de Málaga. Solo las obras en latín son unas cincuenta, compuestas para solitas, dúos y uno o dos coros, con acompañamiento instrumental de violines, violones, flautas, oboes, clarines, trompas, bajones y órganos. Consiste en misas, antífonas, cánticos, himnos, lamentaciones, motetes y salmos.
La producción de villancicos supera en varias veces la de obras en latín. Su estructura sigue las reglas habituales en la época: aria y recitativo, acompañado en ocasiones de introducción y final; estribillo y coplas, a las que podía añadirse una introducción, un final, una tonadilla o una pastorela. Los villancicos son a una voz hasta los dos coros. Están acompañados por pocos instrumentos, reduciéndose a violines, trompas, clarines y órgano.
Una lista de sus composiciones conservadas en la Catedral de Málaga fue publicada en el Catálogo del Archivo de Música de la Catedral de Málaga (2003) publicado por la Consejería de Cultura de Andalucía.

### Grabaciones
- «Serpiente venenosa» María Espada, David Sagastume, Orquestra Barroca de Sevilla, Diego Fasolis, Almaviva 2006
- «Guiados de una estrella», «O Adalid invencible», «Soberano Señor», María Espada, José Hernández-Pastor, Orquestra Barroca de Sevilla, Fasolis, Prometeo 2008